# Istriana
Istriana hoặc Carsolina, tiếng Croatia: Istarska Ovca, tiếng Slovenia: Istrska Pramenka, là một giống cừu nội địa từ vùng Istria và Karst của miền bắc Adriatic, từ đông bắc Ý đến Croatia và Slovenia.

## Lịch sử
Giống cừu Istriana có nguồn gốc từ việc lai tạo giống cừu cổ địa phương của Ý với giống cừu từ vùng Balkans, và đặc biệt là với động vật được đưa đến khu vực do những người tỵ nạn của người Dacia, từ những cuộc xâm lược của Đế quốc Ottoman trong thế kỷ 17.
Năm 1869, số cừu ở Istria ước tính khoảng 160.000; giống cừu Istriana là giống chủ yếu. Vào những năm 1980, nó đã được thay thế bằng giống cừu pramenka từ Kosovo, Macedonia và Metohija, có sức đề kháng tương tự với điều kiện khắc nghiệt của bán đảo, nhưng năng suất sữa và thịt thấp hơn và sức đề kháng thấp hơn đối với bệnh tật. Những nỗ lực đã được thực hiện để tăng sản lượng sữa bằng cách lai giống này với các giống cừu Awassi, East Friesian và Sarda. Một dự án cho sự phục hồi của loại cừu Istriana truyền thống đã được đưa ra ở Croatia, và liên quan đến trao đổi chất liệu di truyền với cừu tại Ý. Hiệp hội các nhà lai tạo, loài Associazione degli Allevatori della Pecora Istriana nella Regione Istriana "Istrijanka", được thành lập tại Sanvincenti (Svetvinčenat) vào năm 2005. Trữ lượng giống được ước tính là 2300 con. Tổng số báo cáo cho năm 2013 là 2900–3300, cho Slovenia là 1150 con.